# Bestimmungslandprinzip
Unter Bestimmungslandprinzip im Sinne des Umsatzsteuergesetzes versteht man die Besteuerung einer Lieferung oder Leistung mit der Umsatzsteuer des Bestimmungslandes. Das heißt, die Umsatzsteuer trägt der Letzt-Verbraucher in dem Staat, in dem der Endverbrauch der Lieferung oder Leistung erfolgt.
Die allgemeine Regelung im Umsatzsteuergesetz sieht vor, dass sich der Ort der Lieferung dort befindet, wo die Beförderung oder Versendung beginnt (§ 3 Abs. 6 UStG). Hiervon gibt es verschiedene Ausnahmen, um die Besteuerung im Land des Verbrauchs zu erreichen:
- Steuerbefreiung für Lieferung in das Nicht-EU-Ausland (Drittland), die Ware wird im Zielstaat dem Zoll und der Einfuhrumsatzsteuer unterworfen
- Steuerbefreiung für innergemeinschaftliche Lieferungen, der Erwerber versteuert die Lieferung als innergemeinschaftlichen Erwerb
- Steuerbefreiung für die innergemeinschaftliche Lieferung von Neufahrzeugen, der Erwerber zahlt die Umsatzsteuer in dem Staat, in dem er das Fahrzeug zulässt
- Fernverkaufsregelung, die umsatzsteuerliche Verlagerung des Ortes der Lieferung nach § 3c. Hier wird bei Lieferungen an Privatpersonen im großen Stil (z. B. Internet-Versandhändler) der Ort auf den Staat des Erwerbers verlegt, somit muss der Lieferant die Umsatzsteuer im Land des Käufers zahlen. Hierfür besteht eine paneuropäische Umsatzschwelle von 10.000 EUR. Seit dem 1. Juli 2021 finden die Lieferschwellen, die jedes Land einzeln festgelegt hat, keine Anwendung mehr (Neufassung des § 3c UStG). Kleinere Unternehmen mit wenig Lieferungen ins Ausland können so die Umsatzsteuer ihres Heimatlandes ausweisen und müssen sich nicht aufwändig in anderen Ländern registrieren lassen. Bei verbrauchsteuerpflichtigen Waren (Alkohol, Mineralöl, Tabak, Kaffee …) gelten diese Erleichterungen aber nicht.